# Стигия
Стигия (англ.  Stygia) — вымышленное доисторическое царство, преимущественно фигурировавшее в цикле произведений Роберта Говарда о Конане. Название государства происходит от названия реки Стикс из греческой мифологии. Как и многие имена собственные, использованные при создании Хайборийской эры, по мнению исследователей творчества автора, Роберт Говард почерпнул Стигию из «Очерков мифологии» Булфинча. Она создавалась в качестве предшественницы древнеегипетской цивилизации, в общем контексте Хайборийской Эры.

## Описание

### История
Как сказано в эссе Хайборийская Эра, Стигия зародились ещё до катаклизма, разрушившего Атлантиду и Лемурию. Жителями страны были представители дочеловеческой цивилизации. Что это за «дочеловеческая цивилизация», не уточняется, однако в романе «Час дракона» говорится, что многие древние постройки Стигии сделаны не людьми. Кроме того, в «Боге из чаши» говорится, что некогда Стигией правили короли-гиганты, поклоняющиеся разумным змеям. Далее, как сообщает Говард в эссе «Хайборийская эра», спустя многие века с дальнего востока континента некий загадочный народ, пришедший из безымянного южного материка (по-видимому из Австралии), был вынужден бежать на запад из-за бунта своих рабов, выходцев с затонувшей Лемурии. Опальные беженцы поселились у реки Стикс ассимилировавшись с местными жителями.
В романе «Час дракона» несколько раз упоминается, что стигийская цивилизация, в том виде которая предстаёт в эпоху Конана, возникла 10000 лет до событий романа. В рассказе «Чёрный колосс» говорится о том, что земли Стигии простирались до земли Шем, а в «Часе дракона» об Ахероне и Стигии, граничащих друг с другом, пока хайборийцы не завоевали Ахеронскую империю 3000 лет до эпохи Конана. Хайборийцы освободили Шем от стигийцев, отодвинув границы Стигии на юг. В таком виде государство просуществовало ещё 500 лет спустя после Конана, когда начавшееся оледенение и прочие природные катаклизмы, вкупе с упадком хайборийской цивилизации, заставили изменить облик Стигии. В процессе завоевательных походов своих соседей Стигии только и остаётся, что и обороняться от туранцев с востока, пиктов с севера и Чёрных королевств с юга. Так продолжается многие века, пока обессиленную Стигию не захватывают переселенцы из Ванахейма. Привнеся варварскую культуру, ваниры становятся привилегированным классом господ в стране, приведя многотысячелетнюю культуру государства в упадок. После ванирской оккупации вскоре начинается исторический период, известный как цивилизация Древнего Египта.

#### Историчность
| Датировка           | Псевдоистория Говарда | Реальная история |
| 23—16 тыс. до н. э. | Завоевание достигийского населения народом с восточной окраины континента. Последних изгнали потомки лемурийцев. Местное население постепенно ассимилируется с захватчиками. | В это время на территории доисторического Египта, была культура, называемая Фахури. Она продлилась примерно 1600 лет. В период между 22 500—19 600 лет назад ознаменовались Куббанийской, Идфу, Баллано-Сильсилийской и Себильской культурами. |
| 16—13 тыс. до н. э. | Разрушение Ахеронской империи хайборийцами. Стигия лишается могущественного союзника на севере и вынуждена уступить земли Шема, отодвинув свои границы к южному берегу Стикса . | Исследования этого периода истории на территории Египта говорят о культуре Афи, действовавшей около 16,7—14,15 тысяч лет назад (13,5—12,3 тыс. радиоуглеродных лет назад) на территории Верхнего Египта. 15 100—13 350 лет назад (некалиброванных 12,7—11,5 тыс. лет назад) действовала культура Исна также в Верхнем Египте. |
| 13—4 тыс. до н. э.  | Через пятьсот лет после правления Конана (середина 13 тысячелетия до н. э.), пережив апогей своего развития, Хайборийская цивилизация разрушена. Туран, Чёрные королевства и Империя пиктов теснят Стигию с Востока, Юга и Севера. Спустя несколько тысяч лет вследствие катаклизма образовывается Средиземное море, тем самым та часть Нила, которая пролегала с Запада на Восток, впадая в Западный океан, оказалась частью нового моря. Согласно эссе Говарда Хайборийская эра, Стигия, немногим ранее исторического периода, была завоёвана ванирами, носителями протоарийской культуры, которые вскоре ассимилировались со стигийцами, и первые правители египетской земли были именно ванирского происхождения. | На самом деле Средиземное море образовалось около 5 миллионов лет назад. С середины XIII тысячелетия до н. э. уровень воды в Ниле повысился, тем самым понизив число поселений у реки. К этому же времени датируются захоронения Джебель-Сахаба в Нижней Нубии. Древнейшие изображения сфинкса датируются 10-м тыс. до н. э., местонахождение — Гёбекли-Тепе. Начиная с 8-го — 7-го тыс. до н. э., через мало пригодные для обитания заболоченные джунгли долины Нила мигрируют различные племена, являвшиеся носителями афразийских языков. Не позже чем в 5-м — 1-й пол. 4-го тыс. до н. э., в долине Нила формируется европеоидное протоегипетское население, являвшееся потомками афразийских мигрантов, в течение веков оседавших здесь и смешивавшихся с аборигенными и пришедшими позднее племенами. Засуха 5900 лет назад приводит к опустыванию территории Сахары. Реальная история показывает, что самыми первыми известными правителями Египта была так называемая 00 династия. |

### География

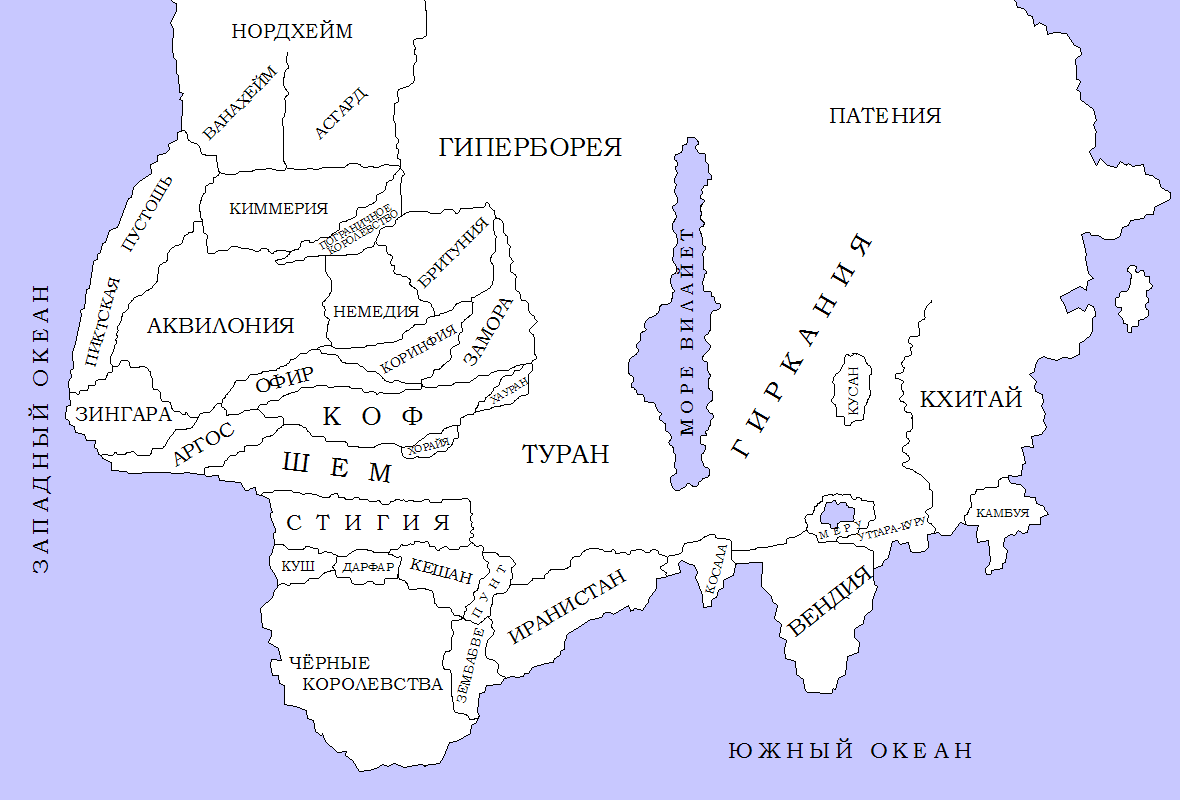
Стигия на карте Хайборийской эры

Стигия была расположена вдоль южного берега реки Стикс, также называемой Нилусом, реки давшая название государству. В Хайборийскую эпоху, река отделяла земли хайборийцев со странами Чёрных королевств. Истоки реки начинались там же где и современный Нил. Река текла от истока на юге прямо на север до земель Шема, а затем сворачивала перпендикулярно, устремляясь на запад и впадала около города Кеми в Западный океан. После завершения Хайборийской эры очередной виток катаклизмов превратил часть Стикса, впадающую в океан, в Средиземное море. Столицей Стигии являлся город Луксур, он был административным центром за 10000 лет до событий «Часа дракона», вплоть до начала исторического периода. Название города заимствовано Говардом из названия египетского города Луксор. Другой крупный город, Кеми — религиозный центр Стигии. Кеми ещё древнее чем Луксур, был построен дочеловеческой расой. Является резиденцией ордена магов Чёрный круг. Название очевидно позаимствовано от слова Ке́ми (копт. Kὴμε), которое являлось исконным названием Египта у самих египтян. На границе с Дарфаром располагался город Сухмет. Город отличается большей благосклонностью к чужеземцам, чем другие стигийские города. До событий рассказа «Гвозди с красными шляпками» Конан служил наёмником в Сухмете, но дезертировал, влюбившись в Валерию и последовав за ней. Кешатта — город магов, известен по произведению «Долина пропавших женщин». Недалеко от границы с Тураном располагалось озеро Зуад. На юго-западе Стигия граничит с Кушем. Аристократия Куша имеет стигийские корни и потому находится в определённой зависимости от своего северного соседа. На юге Стигия граничит с Дарфаром, на юго-западе с Кешаном, а на западе с Тураном. Когда-то, до времён Конана, Стигия простиралась ещё западнее, охватывая город Замбулу, описанную в рассказе «Призраки Замбулы», однако Туран давно захватил Замбулу и окрестности. На севере проходит река Стикс, разделяющая от Стигии Шем. Стигия также имеет выход к океану на западе.

### Культура
Несмотря на неприязнь к чужим народам, стигийцы весьма преуспели в культурном плане. Они были развитой цивилизацией ещё, когда катастрофа не уничтожила Турийскую культуру вместе с Атлантидой и Лемурией. Письменность представляет собой подобие египетских иероглифов.

### Религия

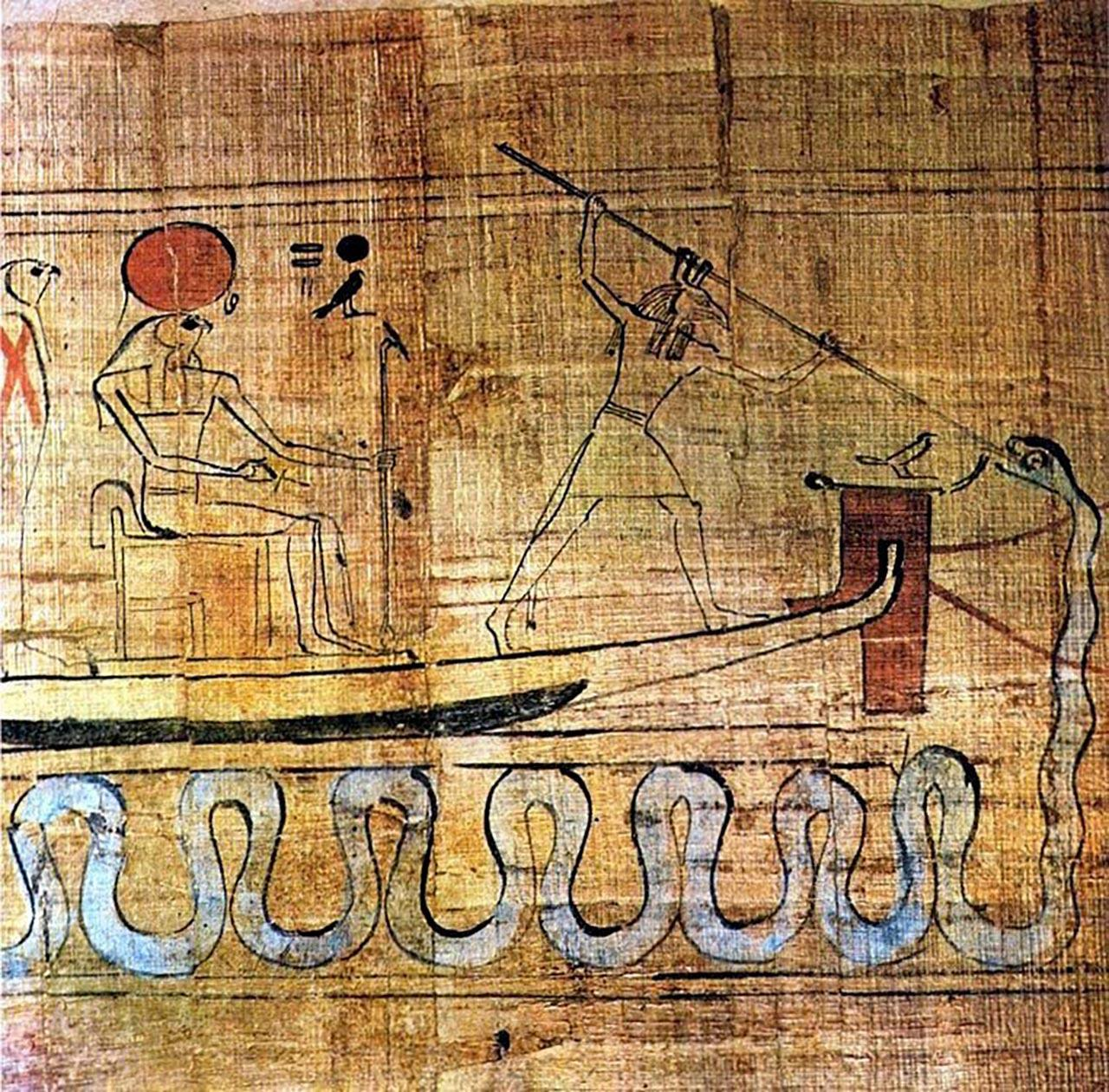
Сет и Апофис — божества древних египтян, послужившие прототипами стигийского змеебога Сета

Религия в Стигии играет одну из важнейших ролей, каста священнослужителей обладает огромным влиянием на государственном уровне. Главенствующим культом в Стигии является культ Змея, представленного верховным божеством стигийского пантеона Сетом, которому по-видимому, поклонялись ещё в Турийскую эру. Характер верований в Сета имеет зоолатрическую форму. Известный стигийский обряд предписывает с наступлением темноты выпускать из храмов священных питонов, которые могут беспрепятственно бродить по городу и убивать прохожих. Убийство такого священного змея считается святотатством и карается смертью. «Детьми Сета» зовутся говорящие змеи, фигурирующие в рассказе «Бог из чаши». Образ древнеегипетского Сета явно не совпадает с образом змееподобного Сета у Говарда, по-видимому автор частично использовал иконографию другого древнеегипесткого божества Апофиса. Согласно рассказу «Долина червя» Сета позднее стали идентифицировать с Сатаной. Возможно, Роберт Говард черпал вдохновение от высказываний Рене Генона, который говорил о демонопоклонском характере верований древних египтян, в частности касаясь идентификации Сета и Сатаны.
Ибис сражается с Сетом с первого рассвета над землёй, а Карантес борется со жрецами Сета всю свою жизнь…

Это знак Сета, Старого Змия, божества стигийцев!..

Это реликт из времён, когда Сет ходил по земле в обличье человека. Возможно, раса, которая пошла от него, хранила останки своих царей в таких футлярах, как этот.
Деркето является вторым по значимости божеством Стигии. Она представлена в качестве богини сладострастия, соответствующая хайборийской Иштар. Жрицы богини представляют собой гетер и имеют большое влияние в стране. В частности, известно, что стигийских принцесс отдают на воспитание жрицам, «обучаться» искусству любви. Деркето имеет змеиные черты, так в произведении «Чёрный колосс», друг Конана, в подтверждение своих слов, клянётся «змеиными волосами Деркето», что вполне соответствует мифологической Горгоне. В рассказе Гвозди с красными шляпками герои воспользовались ядовитыми яблоками Деркето, дабы отравить дракона.
Также известен культ Ибиса, конкурирующего за власть с культом Сета. Предположительно, Ибис является единственным добрым божеством в Стигии.

### Экономика
Стигия ведёт торговлю с соседними государствами, такими как Туран, Шем, Чёрные королевства. В силу раздоров стигийцы имеют не очень крепкие связи со странами хайборийской цивилизации, исключая Аргос и Зингару, с которыми имеют морскую границу. Также известно, что Стигия имеет прочные связи с Кхитаем.

### Стигийцы
Как Стигия в целом, так и его туземное население, описывалось Говардом в отрицательном свете. Практически нет стигийцев, которые введены Говардом в сюжет того или иного произведения в качестве положительных героев. Так или иначе Стигия фигурирует у Говарда в качестве Империи зла, а сами стигийцы — змеепоклонниками. Как и большинство других имён собственных, имена персонажей-стигийцев даны Говардом по принадлежности к египетским именам. Имя злодея Тот Амона является слиянием имён древнеегипетских богов Тота и Амона, также как например имя Тутанхамон. Самого Тот-Амона Говард вводит как действующее лицо лишь в одном рассказе — «Феникс на мече». В трёх других рассказах Говарда, «Бог из чаши», «Час Дракона» и «Хозяин кольца», он лишь упоминается. Последователи и продолжатели творчества Роберта Говарда, такие как Лин Картер и Леон Спрэг де Камп, в своих собственных рассказах и доработках незаконченных произведениях Говарда сделали Тот-Амона заклятым врагом Конана, однако Тот-Амон и Конан лично друг с другом не были знакомы, хотя колдун и покушался на его жизнь через слугу-демона в «Фениксе на мече».
Другим персонажем, оказавшим влияние на последователей Роберта Говарда стала Акиваша — древняя вампирша, которая когда-то была стигийской принцессой. После того, как она стала бессмертной, её стали почитать как святую вознёсшуюся к богам, не зная, что на самом деле она стала монстром. В 1999 году был снят фильм «Кулл-завоеватель», сюжет которого был основан на романе «Час дракона». Хоть Акиваша в романе и являлась эпизодическим персонажем, однако она стала главной злодейкой в адаптации, заменив Ксальтотуна. Очевидно имя Акиваша происходит от древнеегипетского наименования ахейцев — Аккайваша. Имя отца Акиваши Тутхамон восходит к той же этимологии, что имя Тот-Амона.
Остальные персонажи-стигийцы:
- Калантес — жрец бога Ибиса, соперник Тот-Амона. Упоминается в рассказе «Бог из чаши».
- Тутотмес — жрец Сета. Магистр Чёрного круга, враг Тот-Амона, является одним из антагонистов романа «Час дракона».
- Тотмекри — жрец Сета, живший за 3000 лет до событий романа «Час дракона». Был оживлён Тутотмесом с помощью «Сердца Аримана», далее помог Конану выбраться из подземелий Пирамиды Сета.
- Талис — стигийская принцесса. Рассказ «Ползучая тень».
- Кутамун — мятежный принц Стигии, один из генералов Тугры-Кхотана. Фигурирует в рассказе «Чёрный колосс».

## Произведения
Государство по большей части фигурирует и упоминается в цикле произведений про Конана. В других рассказах Говард лишь упоминает Стигию.

### Цикл «Конан»
- «Башня Слона»
- «Алая цитадель»
- «Феникс на мече» — первый рассказ о Конане. Одним из антагонистов является Тот-Амон.
- «Хайборийская Эра» (англ. The Hyborean Age., 1936)
- «Гвозди с красными шляпками» (англ. Red Nails, 1936) — Конан и Валерия, дезертируют из пограничного города Сухмет, граничащего с Дарфаром.
- «Час дракона» (англ. The Hour of the Dragon, 1935 г.) — в самом длинном произведении про Конана, часть событий происходит в Стигии, куда герой направляется за артефактом, называемом «Сердце Аримана».
- «Люди Чёрного Круга» — в рассказе упоминается стигийский жрец, вручивший Хемсе магический пояс.
- «Королева чёрного побережья» — в своих видениях Конан видит стигийцев-изгнанников, которые под действием проклятия доисторического монстра превратились в гиен.
- «Бог из чаши» — упоминается борьба стигийских Тот-Амона, жреца Сета, и Калантеса, жреца Ибиса.

### Цикл «Джон Кирован»
- «Повелитель кольца» (англ. The Haunter of the Ring, 1934 г.) — действия рассказа происходят в современную эпоху, в начале XX века н. э. Тот-Амон лишь упоминается как некогда владевший кольцом Сета, который может призывать себе на службу демона. Это же кольцо фигурирует в рассказе «Феникс на мече».

### Цикл «Джеймс Эллисон»
- «Шествующий из Вальхаллы» (англ. Marchers of Valhalla) — в первоначальном варианте рассказе Иштар упоминает Тот-Амона и Стигию, говоря, что именно жрец Сета обрёк её на бессмертие.
- «Долина червя» (англ. The Valley of the Worm — 1934 г.) — Ньорд, реинкарнация Джеймса Эллисона, рассказывает, как охотился на гигантского ядовитого питона Сатхи, которому некогда поклонялись в Стигии.